# Coalición Galega
Coalición Galega (CG, Coalición Gallega) es un partido político español que entre 2005 y 2010 formó parte de la coalición Terra Galega. En las elecciones generales de 2015 y 2016 de España se presentó dentro de Nós-Candidatura Galega junto con Bloque Nacionalista Galego, Fronte Obreira Galega, el Partido Comunista do Povo Galego y el Partido Galeguista. En las Elecciones al Parlamento de Galicia de 2024 se presenta en la coalición electoral Espazo Común Galeguista.

## Coalición
Nació como coalición electoral el 16 de marzo de 1983 para las elecciones municipales de ese año, formada por candidaturas del Partido Galeguista, con buena parte de los dirigentes (en especial Eulogio Gómez Franqueira) y militantes de la UCD, después de la desaparición de dicho partido en las elecciones de 1982 (muchos de ellos tras refundar el Partido Gallego Independiente). A ellos se unieron sectores galleguistas, en especial el Partido Galeguista, así como Centristas de Orense. En La Coruña y Lugo, la candidatura fue "Partido Galeguista-Converxencia de Independientes de Galicia", y en Orense "Partido Galeguista-Centristas de Orense". En Pontevedra se presentaron por separado el Partido Galeguista y Converxencia de Independientes de Galicia (CIGA).

### Elecciones al Parlamento de Galicia de 2020
De cara a Elecciones al Parlamento de Galicia de 2020 se presentan bajo la candidatura Marea Galeguista conformada por: Compromiso por Galicia, Partido Galeguista Demócrata y En Marea
El candidato a Presidente de la Junta de Galicia es Pancho Casal.
Nota: Máis Galiza, Acción Galega, Partido Nacionalista Galego-Partido Galeguista (PNG-PG), Unidade Veciñal 26 de abril de Carral, Partido Galeguista de A Estrada, Espazo Ecosocialista Galego, Partido Nacionalista Galego-Partido Galeguista (PNG-PG), Esquerda Nacionalista, Espazo Socialista Galego, un sector de Unidade da Esquerda Galega, Alternativa Popular Galega, Coalición Galega: (Sectores del Partido Galeguista, Sectores de UCD, Partido Gallego Independiente, Centristas de Orense) conformaron Compromiso por Galicia en 2012 y sus formaciones creadoras decidieron disolver sus respectivas formaciones para crear una única formación llamada Compromiso por Galicia.

## Fundación y evolución del partido
Los buenos resultados de las elecciones (125.000 votos) propiciaron que en 1984 se transformase en un partido nacionalista moderado y centrista, pero mantenía una estructura clientelar en las zonas rurales de las provincias de Orense y Lugo, heredada de la UCD. Celebró su Congreso Constituyente el 26 y 27 de mayo de 1984.
En las elecciones autonómicas de 1985 bajo el liderato de Pablo González Mariñas y el apoyo activo de CiU, obtuvo 163.425 votos (13%). En el partido se perfilaban dos sectores: uno partidario de pactar con la izquierda y otro que abogaba por dar su apoyo a la derecha. Este fue el que predominó, lo que permitió la elección del popular Gerardo Fernández Albor como presidente de la Junta de Galicia.
En las elecciones generales de 1986 obtiene solo un diputado (Senén Bernárdez), el primer diputado nacionalista gallego en las cortes españolas desde la Segunda República.
En enero de 1987 los sectores más nacionalistas y progresistas de Coalición Galega dirigidos por Pablo González Mariñas y Xosé Henrique Rodríguez Peña dejan el partido y forman el Partido Nacionalista Galego (que acabaría confluyendo en el Bloque Nacionalista Galego). Para concurrir a las elecciones municipales de 1987 CG formó la Coalición Progresista Galega junto al Partido Demócrata Popular y al Partido Liberal, consiguiendo el 11,07% de los votos y 607 concejales. Tras la marcha de Xosé Luís Barreiro del Partido Popular de Galicia en septiembre de 1987 Coalición Galega entró en el gobierno dirigido por el socialista Fernando González Laxe.
En las elecciones autonómicas de 1989 sufre un fuerte retroceso electoral al obtener solo 48.208 votos (3,6%) y 2 escaños. En las elecciones autonómicas de 1993 Coalición Galega queda sin representación parlamentaria al obtener 6.098 votos (0,42%).
En las elecciones municipales de 1991 se presentó junto a Centristas de Galicia en la coalición Converxencia Nacionalista Galega en La Coruña, Lugo y Pontevedra, y junto a CDS en Orense en la coalición Converxencia Centrista - CDS. En las elecciones municipales de 1995 y de 1999 se repite la coalición Converxencia Nacionalista Galega en algunas circunscripciones, volviendo a presentarse como Coalición Galega en 2003.
José Domingo Posada González fue el presidente de Coalición Galega y Fernando Alonso Lorenzo su secretario general. CG tuvo 3.587 votos (0,21%) y 12 concejales en las elecciones municipales de 2003 y 2.235 votos (0,12%) en las elecciones generales de 2004.
En 2005 junto con Centro Democrático Independiente (CDI), Iniciativa Galega (proveniente de Converxencia Nacionalista Galega), Unidade por Narón (escisión de Unidade Galega), y algunas otras pequeñas fuerzas locales forma Terra Galega (TeGa); aun así, los estatutos de TeGa permiten la existencia de partidos federados en su seno.
En el año 2010 Coalición Galega abandona Terra Galega. Posteriormente, inicia conversaciones para formar parte del partido Compromiso por Galicia (CxG). Finalmente, Coalición Galega acaba disolviéndose en 2012 para integrarse en Compromiso por Galicia (CxG).
En las elecciones generales de 2015 y 2016 de España se presentó dentro de Nós-Candidatura Galega junto con Bloque Nacionalista Galego, Fronte Obreira Galega, el Partido Comunista do Povo Galego y el Partido Galeguista.

## Partidos que la componen
- Sectores del Partido Galeguista
- Sectores de UCD y CDS
- Partido Gallego Independiente
- Centristas de Orense

### Elecciones al Parlamento de Galicia de 2024
Forman parte de la coalición Espazo Común Galeguista es una coalición electoralformada por Espazo Común, Galicia Sempre, Compromiso por Galicia, Unidade Local y Coalición Galega se presentan a las Elecciones al Parlamento de Galicia de 2024.

## Evolución electoral
| Resultados electorales en las elecciones autonómicas | Resultados electorales en las elecciones autonómicas | Resultados electorales en las elecciones autonómicas | Resultados electorales en las elecciones autonómicas | Resultados electorales en las elecciones autonómicas | Resultados electorales en las elecciones autonómicas | Resultados electorales en las elecciones autonómicas | Resultados electorales en las elecciones autonómicas |
| Fecha                                                | Candidato                                            | Votos                                                | %                                                    | Diputados                                            | +/-                                                  | Estado                                               |                                                      |
| ---------------------------------------------------- | ---------------------------------------------------- | ---------------------------------------------------- | ---------------------------------------------------- | ---------------------------------------------------- | ---------------------------------------------------- | ---------------------------------------------------- | ---------------------------------------------------- |
| 1985                                                 | Pablo González Mariñas                               | 165.425 (3º)                                         | 12,8                                                 | 11/71                                                |                                                      | Oposición (1985-1987)                                |                                                      |
| 1985                                                 | Pablo González Mariñas                               | 165.425 (3º)                                         | 12,8                                                 | 11/71                                                | Coalición con PSOE y PNG-PG (1987-1989)              |                                                      |                                                      |
| 1989                                                 | José Luis Barreiro                                   | 48.208 (5º)                                          | 3,65                                                 | 2/75                                                 | 9                                                    | Oposición                                            |                                                      |
| 1993                                                 |                                                      | 6.098 (5º)                                           | 0,42                                                 | 0/75                                                 | 2                                                    | Extraparlamentario                                   |                                                      |
| 2012                                                 |                                                      | 14.459 (8º)                                          | 1,01                                                 | 0/75                                                 |                                                      | Extraparlamentario                                   |                                                      |
| aDentro de Compromiso por Galicia.                   |                                                      |                                                      |                                                      |                                                      |                                                      |                                                      |                                                      |

| Elecciones generales al Congreso de los Diputados |        |            |           |
| Año                                               | Votos  | Porcentaje | Diputados |
| 1986                                              | 79.972 | 0,39%      | 1         |
| 1989                                              | 45.821 | 0,22%      | 0         |
| 2000                                              | 2.361  | 0,01%      | 0         |
| 2004                                              | 2.235  | 0,01%      | 0         |

| Elecciones municipales |         |            |            |
| Año                    | Votos   | Porcentaje | Concejales |
| 1987                   | 148.436 |            | 607        |
| 1991                   | 117.732 |            | 559        |
| 1995                   | 11.551  |            | 21         |
| 1999                   | 2.643   |            | 3          |
| 2003                   | 3.587   |            | 12         |